# Broadway Melodi 1936
Broadway melodi 1936 (Originaltitel Broadway Melody of 1936) er en filmmusical udgivet af Metro-Goldwyn-Mayer i 1935.
Filmen var en slags efterfølger til den succesfulde film The Broadway Melody, som blev udgivet i 1929, selvom der ikke er nogen forbindelse i handlingen til den tidligere film udover titlen og noget af musikken.
Filmen blev nomineret til 3 Oscarstatuetter ved Oscaruddelingen 1936: Bedste film, bedste historie og bedste danseinstruktion, og vandt den sidste.